# Temerinska pasuljijada
Temerinska pasuljada je tradicionalna manifestacija koja se početkom juna organizuje u Temerinu.

### Prva Pasuljijada
Prva Pasuljijada održana je kao druženje ljubitelja kuvanja na otvorenom 4. juna 2005. godine u Temerinu u organizaciji Ekocentra Vodomar 05 iz Temerina. Učestvovalo je 22 takmičara.

### Druga Pasuljijada
II Pasuljijada održana je 3. juna 2006. na Vašarištu u Temerinu. Za centralno takmičenje u kuvanju pasulja prijavljeno je 50 ekipa iz temerinske opštine ali i iz drugih gradova. Pored takmičenja u kuvanju pasulja na tradicionalan način posetioci su mogli da vide neke neobične igre koje je organizator priredio kao sportsko rekreativni deo Pasuljijade. Za goste koji se nisu takmičili organizovan je, u saradnji sa Crvenim krstom, vojnički pasulj. Za sve discipline obezbeđene su, zahvaljujući sponzorima, prigodne nagrade. Generalni sponzor II Pasuljijade bio je Alfa-Plast. Želja organizatora bila je da privuče pažnju što većeg broja istomišljenika koji shvataju značaj očuvanja životne sredine i čovekove okoline jer je to direktno povezano sa kvalitetom života.

### Treća Pasuljijada
Zbog velikog interesovanja i posećenosti, 2007. godine III Pasuljijada trajala je dva dana. I ove godine je pored glavnog takmičenja u kuvanju pasulja, održano više takmičenja u vanolimpijskim disciplinama: Alfa-plast gool, brzo kusanje pasulja, brzo paljenje vatre, vodomarsko bure... Takođe, nagrađena je ekipa koja je imala najzanimljiviji nastup. Deo sredstava od kotizacija, sponzora i dobrovoljnih priloga bio je usmeren u humanitarne svrhe.Zadržan je i etno karakter Pasuljijade. „Etno sokače“ je i ove godine bilo sastavni deo manifestacije i u njemu su posetiocima bili predstavljeni stari zanati, tradicionalna kuhinja, razne rukotvorine, kao i izložba radova dece iz temerinske opštine.

### Četvrta Pasuljijada
Sada već tradicionalna IV Pasulj i ja-DA!, ove godine je održana 5, 6. i 7. juna. Organizator je, kao i ranijih godina, Udruženje građana Ekocentar Vodomar 05. Odziv takmičara je bio rekordan - učestvovala je 251 ekipa iz 6 zemalja. Manifestaciju su pratile izložbe „metli iz celog sveta“, dečjih likovnih i literarnih radova na temu pasulja, izložba jela od pasulja, kao i već tradicionalni etno-sokak. Održane su i Vanolimpijske igre, koje su bile osvežene sa nekoliko novih disciplina. Kulturno.umetnički program je, po opštoj oceno bio  bolji nego prethodne godine. Kao zvezde programa nastupila je grupa Divlje Jagode. Preko 10.000 posetilaca za tri dana obavezuju da se sledeće godine napravi još bolji program i ova manifestacija uzdigne na nivo kojim će se ponositi čitava opština, pa i region.

## Propozicije za takmičare u kuvanju pasulja
1. Pasulj se kuva isključivo u zemljanom loncu, kotliću ili oraniji.
2. Ocenjuje se isključivo čorbast pasulj.
3. Materijal za kuvanje je po ličnom izboru.
4. Pasulj se kuva na prirodnoj vatri - ogrev je obezbeđen.
5. Vreme za kuvanje pasulja je 3 (tri) časa
6. Takmiče se kuvar i pomoćnik kuvara.
7. Osnov za ocenjivanje:
  1. opšti izgled
  2. ukus
  3. gustina
  4. raskuvanost